# Cylindrepomus aureolineatus
Cylindrepomus aureolineatus är en skalbaggsart som beskrevs av Dillon 1948. Cylindrepomus aureolineatus ingår i släktet Cylindrepomus och familjen långhorningar. Inga underarter finns listade i Catalogue of Life.